# Anomalon concolor
Anomalon concolor là một loài tò vò trong họ Ichneumonidae.